# کندی کلمنتس
کندی کلمنتس (انگلیسی: Kennedi Clements؛ زادهٔ ۲۱ ژانویهٔ ۲۰۰۷) بازیگر اهل کانادا است.
از فیلم‌ها یا برنامه‌های تلویزیونی که وی در آن نقش داشته‌است، می‌توان به وی، جیرینگ جیرینگ ادامه‌دار ۲، ویوارد پاینز و ارواح خبیثه اشاره کرد.